# Serge Malik

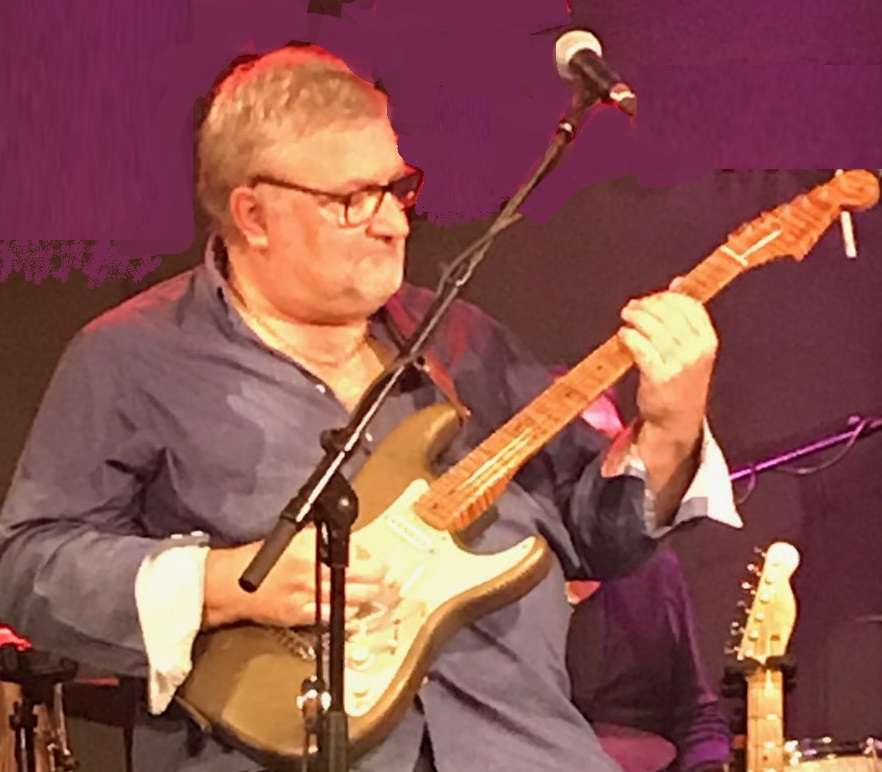
Serge Malik (2024)

Serge Malik (* 8. Juni 1955 in Saint-Ouen-sur-Seine als Serge Malik Hapulat) ist ein französischer Fusionmusiker (Gitarre, Arrangement) und Musikproduzent.

## Leben und Wirken
Malik lernte bei den in St-Ouen ansässigen Sinti, darunter Mondine und Ninine Garcia, das Gitarrespiel; Jo Privat empfahl ihm, Musiker zu werden. Mit 14 Jahren hatte er seine erste Band. In den nächsten Jahren tendierte er zu Popmusik und Jazz-Rock. 1972 begleitete er Michel Polnareff. Im Folgejahr begann er in einer Band mit Didier und Francis Lockwood zu spielen. Dann wurde er Mitglied im Pop Concerto Orchestra, das in Frankreich sehr erfolgreich war.
Als Sessionmusiker arbeitete Malik mit Graeme Allwright, Charles Aznavour, Gilbert Bécaud, Michel Berger,  Marc Cerrone, Les Charlots, Nicole Croisille, Manu Dibango, Plácido Domingo, Dorothée,  Drupi, Elégance, François Feldman, France Gall, Gibson Brothers, Nicoletta, Henri Salvador, Rika Zaraï, Johnny Mathis, Liza Minnelli, Vivian Reed und Diane Tell. Auch arrangierte er für Richard Clayderman, Carlos, Jean-Luc Lahaye, Richard Bohringer, Frankie Jordan, Lio, Frank Alamo oder Hervé Cristiani. Als Produzent arbeitete er für Claude Nougaro, Claude Zidi, Charles Talar, Jean-Pierre Brun. 1987 produzierte er sein Lied „Les Enfants sans Noël“ mit Patricia Kaas, Demis Roussos, Maxime Leforestier, Gilbert Montagné, Francis Lalanne, Michel Leeb, Didier Barbelivien, Jocelyne Béroard, Gérard Lenorman und Abbé Pierre. Des Weiteren komponierte er für das Fernsehen.
2013 gründete Malik mit seinen Gitarrenkollegen Basile Leroux, Manu Galvin und Bernard Paganotti das Quartett Les Rapetous, das mit Gästen wie Didier Lockwood, Larry Carlton, Jean-Jacques Milteau, Thierry Eliez, Sylvain Luc, Mathilda May, Nina Attal, Axel Bauer, Paul Personne, Lena Woods, Jessie Lee, Jimi Drouillard oder Yarol Poupaud auftrat.
Gemeinsam mit Didier Lockwood organisierte Malik von 2005 bis 2017 das Festival Jazz Musette aux Puces in Saint-Ouen-sur-Seine, auf dem  Musiker wie Biréli Lagrène, Thomas Dutronc, Sanseverino oder Véronique Sanson auftraten. Er wurde als Chevalier des Arts et Lettres und als Chevalier mit dem Ordre national du Mérite ausgezeichnet.